# 星々の舟
『星々の舟』（ほしぼしのふね）は村山由佳の小説で、第129回（2003年上半期）直木賞受賞作である。別册文藝春秋に2002年1月から11月にかけて全6回が連載され、文藝春秋より2003年3月にハードカバー版（ISBN 978-4-16-321650-8）が、2006年1月に文庫版（ISBN 978-4-16-770901-3）が出版された。

## 構成
本書は物語六章とあとがきで構成されている。架空の一家である水島家の六人の生活が描かれる。主人公は各章によって異なる。
物語開始時点の水島家の構成は、父の重之、母の志津子、長男の貢（正確には兄となる人物がいるが三歳前後に夭折）、次男の暁、長女の沙恵、次女の美希である。
志津子は後妻であり、二人の兄弟は重之と前妻の晴代の間に出来た子であり、二人の姉妹は重之と志津子の間に出来た子である。

### 雪虫
次男、暁の視点で書かれた物語。育ての母である志津子がくも膜下出血で倒れ、暁は長年の間離れていた地元に戻る。
葬儀のために実家に滞在する中、暁は過去の実家での日々、とりわけ沙恵との近親相姦を想起する。

### 子どもの神様
次女、美希の視点で書かれた物語。仕事仲間の相原との不倫関係を中心としながら、異母姉と思っていた沙恵が自らと同じ両親であることと兄と姉の近親相姦を知ったことによる、過去の苦悩の回顧を随所で描く。

### ひとりしずか
長女、沙恵の視点で書かれた物語。幼児期に同居していた父の部下から受けた性的虐待、高校時のレイプ経験に加え、母が愛人関係であったことで自らの魔性を疑い苦悩する。隣人であり、幼馴染でもある清太郎との婚約後も兄のことが忘れられず、清太郎が自らと兄の関係を知ったことも引き金となり婚約破棄に至る。

### 青葉闇
長男、貢の視点で書かれた物語。偶然に部下の真奈美との不倫関係に陥ったことを悩みつつ、軽い気持ちで始めた農作業に快感を覚え、妻の頼子に止められながらも、真剣にのめり込んでいく。

### 雲の澪
貢の娘、聡美の視点で書かれた物語。幼馴染の健介に恋心を抱きながらも、彼が好意を持つのが自分の大切な友人の可奈子である事も知っているため、その間で揺れ動く。そんな中で、小学校と中学校の間に聡美を虐めていた珠代と再会し、一緒にいた勝気な可奈子と珠代の間で言い争いが起こる。後にその事で、聡美は珠代らに拉致される。珠代は聡美から無理やりに連絡先を聞きだし、可奈子を拉致し、煙草の火を押し付ける。聡美と可奈子は心身ともに衰弱し、聡美の異常が両親に見つかり事件が発覚した。聡美は祖父の重之の家で療養する。

### 名の木散る
父、重之の視点で書かれた物語。肉体の衰えを感じる中、自身の戦争体験を想起し、慰安婦ヤエ子（姜美珠）との交流を思い出し、現代の日本人や同世代の知人の戦争観や世の流れを憂う。一方で、前妻の晴代や後妻の志津子がおかれた境遇について考えながら、日々を送っていく。

### あとがきにかえて
ソ連崩壊時にシベリア鉄道で旅の経験、両親が戦争世代であることを踏まえ、作者の人生観を示しつつ、星々の舟の小説としての意味合いも書かれる。